# Buckland (Oxfordshire)
Pour les articles homonymes, voir Buckland.
Buckland est une paroisse civile et un village de l'Oxfordshire, en Angleterre.